# Eugen von Oetinger
Eugen von Oetinger (* 30. Oktober 1826 in Werben (Spreewald); † 25. Juli 1915 in Friedenau) war ein preußischer Generalleutnant.

## Leben

### Herkunft
Eugen war ein Sohn des preußischen Premierleutnants und Herrn auf Werben Adolf von Oetinger (1798–1839) und dessen Ehefrau Ulrike, geborene von Buchholz († 1859). Sein jüngerer Bruder Rudolf (1830–1920) stieg ebenfalls zum Generalleutnant auf.

### Militärkarriere
Oetinger besuchte die Kadettenhäuser in Wahlstatt und Berlin. Anschließend wurde er am 4. Juli 1844 als Unteroffizier dem 3. Ulanen-Regiment der Preußischen Armee überwiesen und avancierte bis Anfang September 1856 zum Premierleutnant. Ab Oktober 1856 war Oetinger zur Dienstleistung zum 3. Landwehr-Ulanen-Regiment nach Fürstenwalde/Spree kommandiert, fungierte ab Juni 1857 als Führer der 3. Eskadron und stieg Ende Mai 1859 zum Rittmeister auf. Mit der Ernennung zum Eskadronchef kehrte Oetinger am 10. September 1861 in sein Stammregiment zurück. Am 24. Mai 1864 wurde er als Chef der 5. Eskadron in das Litthauische Dragoner-Regiment Nr. 1 (Prinz Albrecht von Preußen) nach Tilsit versetzt. Seine Eskadron führte er 1866 während des Krieges gegen Österreich in den Schlachten bei Trautenau sowie Königgrätz und für sein Verhalten zeichnete man ihn mit dem Roten Adlerorden IV. Klasse mit Schwertern aus.
Oetinger avancierte Mitte März 1869 zum Major und war 1870/71 für die Dauer des mobilen Verhältnisses anlässlich des Krieges gegen Frankreich etatsmäßiger Stabsoffizier. In dieser Eigenschaft nahm er an den Schlachten bei Gravelotte, Noisseville und Amiens sowie der Belagerung von Metz teil. Ausgezeichnet mit dem Eisernen Kreuz II. Klasse wurde er am 25. März 1871 für das Friedensverhältnis zum etatsmäßigen Stabsoffizier ernannt. Am 17. Februar 1874 erfolgte seine Versetzung nach Danzig als Kommandeur des 1. Leib-Husaren-Regiments Nr. 1 und bis Ende September 1876 stieg er zum Oberst auf. Unter Stellung à la suite seines Regiments wurde Oetinger am 12. Dezember 1882 zum Kommandeur der 1. Kavallerie-Brigade in Königsberg ernannt und am 15. März 1883 zum Generalmajor befördert. Unter Verleihung des Sterns zum Kronenorden II. Klasse wurde er am 4. Dezember 1884 mit Pension zur Disposition gestellt. Nach seiner Verabschiedung erhielt er am 3. Oktober 1896 den Charakter als Generalleutnant.

### Familie
Oetinger verheiratete sich am 22. November 1872 in Kleszowen mit Jenny von Sperber (1844–1878). Sie war eine Tochter des Rittergutsbesitzers und Reichstagsabgeordneten Emil von Sperber (1815–1880). Nach ihrem Tod ehelichte er am 30. Oktober 1909 in Friedenau Maria August Pflesser (* 1847). Sein einziger Sohn Viktor (1875–1914) fiel als Rittmeister im 2. Leib-Husaren-Regiment „Königin Viktoria von Preußen“ Nr. 2 bei Cattenières an der Westfront.